# Stadtkirche Crivitz

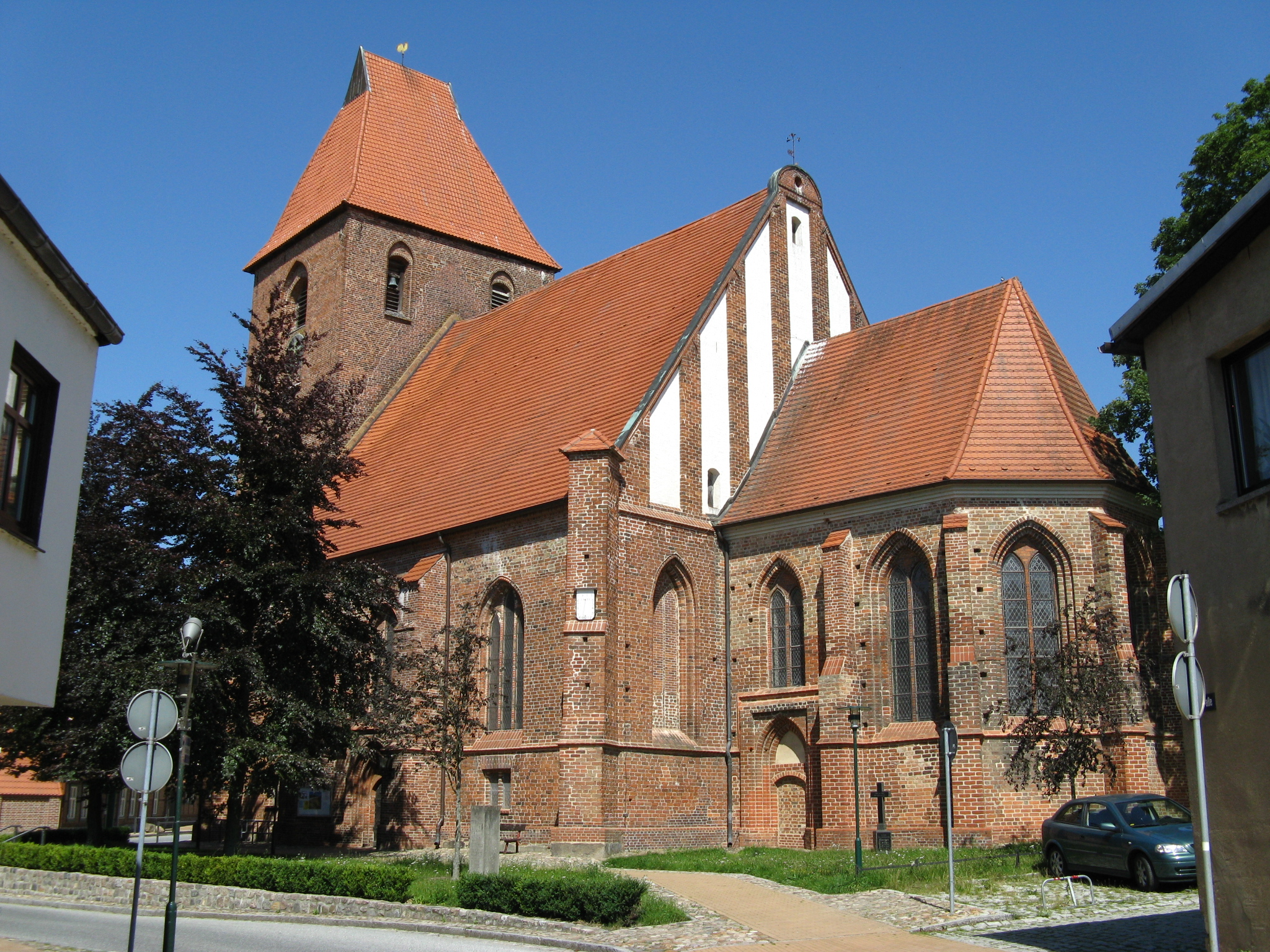
Die Stadtkirche

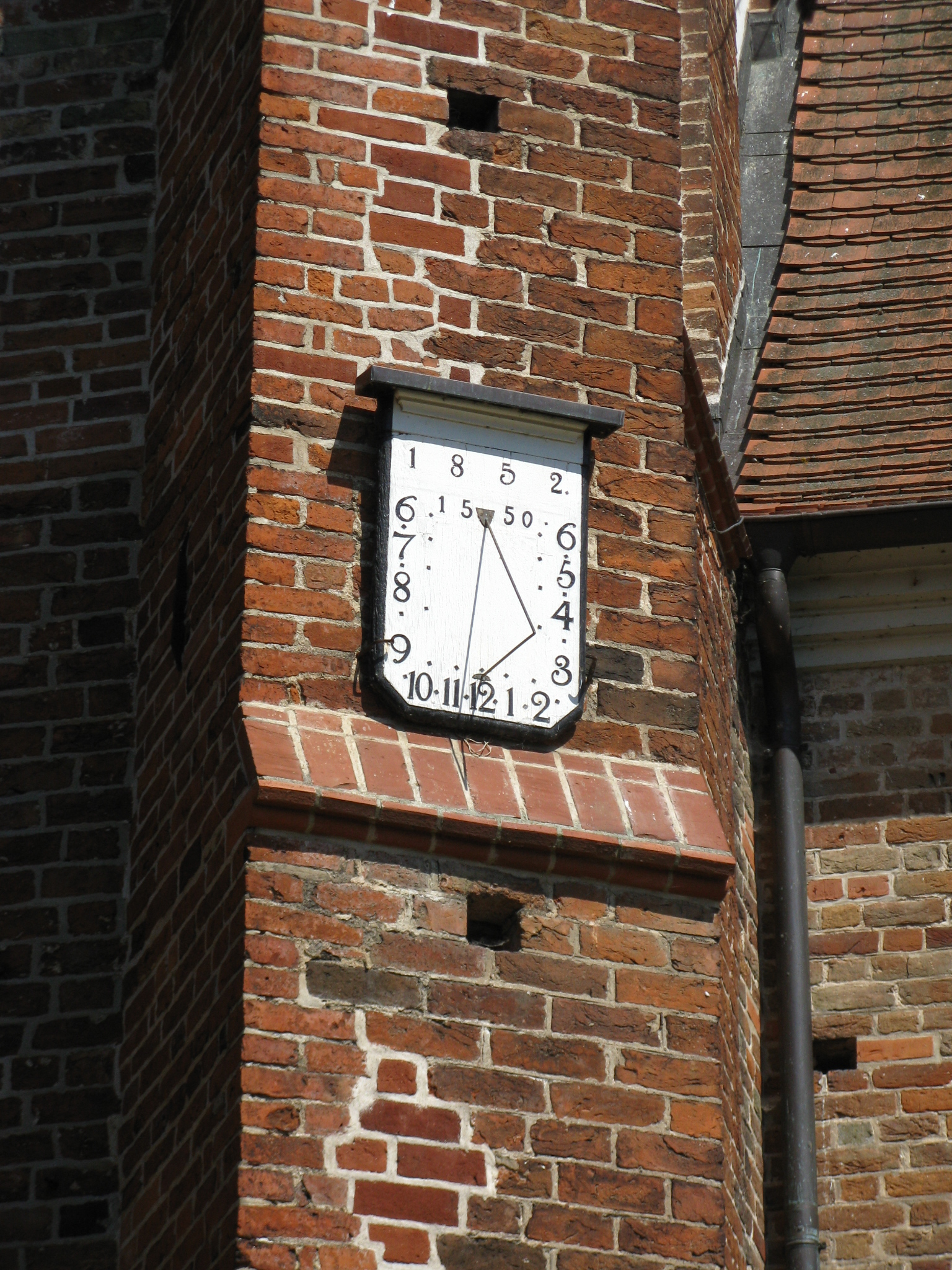
Sonnenuhr an der Stadtkirche

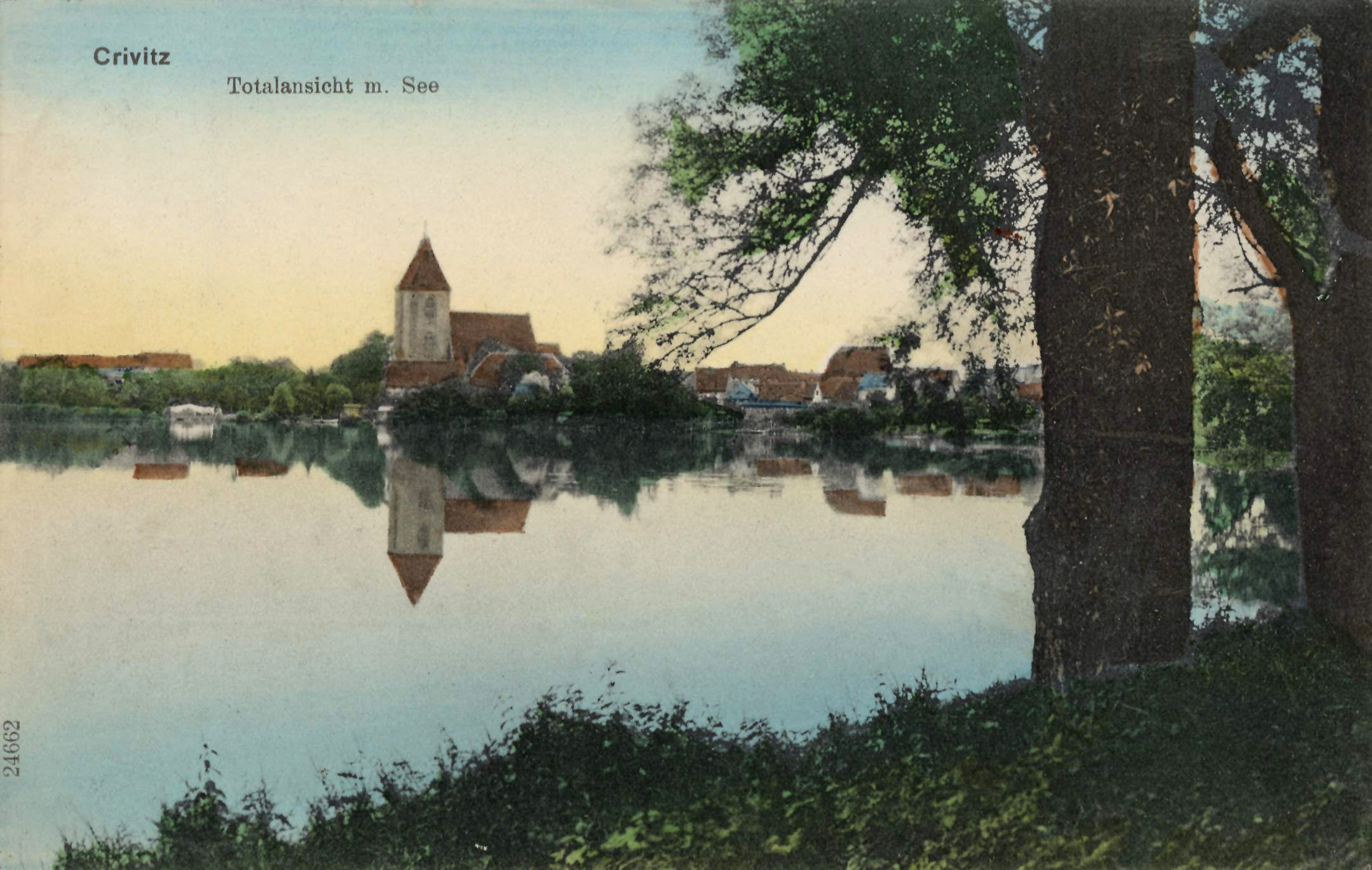
Die Stadtkirche inmitten der Ortschaft, Ansicht von 1913

Die Stadtkirche Crivitz ist ein denkmalgeschütztes Gebäude in Crivitz, einer Stadt im Landkreis Ludwigslust-Parchim (Mecklenburg-Vorpommern). Die Kirche gilt als Wahrzeichen des Ortes und beherrscht mit dem hohen Kirchendach und dem Turm das Stadtbild. Die Gemeinde gehört zur Propstei Wismar im Kirchenkreis Mecklenburg der Evangelisch-Lutherischen Kirche in Norddeutschland.

## Geschichte und Architektur
Von der ersten Kirche in Crivitz sind keine Überreste nachweisbar. Erhaltene Fundamentreste in der Sakristei gehören vermutlich zu einem Nachfolger. Das heutige Gebäude wurde vermutlich zum Ende des 14. Jahrhunderts in Backstein errichtet. Unter Beibehaltung des Grundrisses erfuhr es im Laufe der Jahrhunderte etliche Veränderungen. Ihr endgültiges heutiges Bild erhielt die Kirche nach dem Wiederaufbau von Turm und Dach nach dem Stadtbrand im Jahr 1660. An die Hallenkirche zu drei Jochen fügt sich im Osten ein niedriger Chor in der Breite des Mittelschiffes an, er schließt polygon, nördlich davon steht die Sakristei mit Kreuzrippengewölbe. Im Innenraum sind die Haupt- und Seitenschiffe durch Achteckpfeiler im Stil der Spätgotik getrennt. Der helle Chorraum wird von einem Netzgewölbe aus dem 15. Jahrhundert dominiert. Die Erneuerung der Farbfassung erfolgte nach mittelalterlichem Vorbild. Im 19. Jahrhundert wurde der Innenraum entsprechend dem Zeitgeschmack umgestaltet, das dabei eingebaute Imitationsgewölbe mit Putzbewurf erfuhr 1998 eine Erneuerung. Ebenfalls im 19. Jahrhundert wurde eine dreiseitige hölzerne Empore eingebaut, der Mittelgang wurde entfernt. Vom Turmraum aus gelangt man über eine Treppe zum Glockenstuhl. Bei Renovierungen zu Anfang des 21. Jahrhunderts konnte festgestellt werden, dass in der Zeit der Renaissance der gesamte Innenraum mit ornamentalem Schmuck und figürlich ausgemalt war. Die Restaurierung dauert noch an.

## Fresken
Die Fresken wurden in den 1950er Jahren bei Renovierungsarbeiten gefunden und aufgedeckt. Die ältesten Darstellungen stammen wahrscheinlich noch aus der Bauzeit der Kirche um 1380, es handelt sich hierbei um Apostelgestalten.

### Fresken vor 1600
Die Fresken im Chorraum wurden um 1430 gemalt, die Darstellungen zeigen Szenen aus dem Leben Jesu. Im unteren Teil des Triumphbogens ist eine Frau mit einem Kind gezeigt, wahrscheinlich ist es Maria mit dem Jesuskind. Ein anderes Fresko zeigt „Noli me tangere“ (Jesus und Maria Magdalena am Ostermorgen). Die nächste Darstellung zeigt Jesus, wie er seinen Jüngern die Vollmacht erteilt, Sünden zu vergeben. Weiterhin ist Maria als Schutzmantelmadonna dargestellt. Die Geburt Jesu ist wegen Beschädigungen kaum noch erkennbar. Zusätzlich sind Maria mit dem kleinen Jesus und Simeon im Tempel sowie der zwölfjährige Jesus im Tempel zu sehen.

### Fresken nach 1600
Die Fresken aus der Zeit um 1600 zeigen den Paradiesgarten als Erdscheibe, in ähnlicher Weise, wie ihn Lucas Cranach für die erste Lutherbibel von 1534 zeichnete. Gottvater schwebt als Schöpfer über dem von den vier Winden, Sonne, Mond und Sternen umgebenen Garten. Die Schrifttafeln an der Nordwand tragen den Text des Weltgerichtes. Das Porträt Martin Luthers trägt die lateinische Inschrift: Als ich lebte, war ich eine Pest für dich, sterbend werde ich dein Tod sein, Papst.

## Ausstattung
Die Kirche besitzt eine reichhaltige Ausstattung aus verschiedenen Jahrhunderten.
- Die Figurengruppe Schächer am Kreuz ist eine Arbeit von Wieland Schmiedel aus Crivitz
- Ebenfalls von Schmiedel stammt die Stele neben dem Südeingang, sie ist eine der Stelen, die zum Gedenken an den sogenannten Todesmarsch an der B 321, den Weg der Häftlinge aus dem KZ Sachsenhausen markieren.[10]
- Das Kruzifix aus dem 15. Jahrhundert war wahrscheinlich Bestandteil eines Triumphkreuzes, es hängt seit 1986 zwischen Kirchenschiff und Chor.
- Ältester Teil der Ausstattung ist wohl die Tauffünte vom 13. Jahrhundert, sie ist aus gotländischem Kalksandstein angefertigt. Möglicherweise stammt das Stück noch aus dem ersten Kirchengebäude, der Schaft ging verloren und wurde im 19. Jahrhundert ersetzt.
- Der geschnitzte Altar aus der Zeit um 1520 stand ursprünglich in der Stadtkirche in Teterow, er wurde 1959 umfassend saniert und dann in Crivitz aufgebaut. In der Mitte, als zentrale Figur, steht auf einer Mondsichel Maria mit dem Kind, sie wird begleitet von den Figuren der Heiligen Paulus, Barbara von Nikodemien, Maria Magdalena, Johannes, Katharina von Alexandrien, Petrus, Johannes der Täufer und Katharina.[11]
- Das Ölgemälde mit der Darstellung der Heiligen Nacht von Correggio ist eine Kopie von Johann Heinrich Suhrlandt
- Ebenfalls eine Kopie ist das Gemälde mit Martin Luther.
- Das Kreuz in der Sakristei schuf Jürgen Diestel.
- Für die zweite Frau des Präpositus Schachtschneier ist ein Epitaph in Form eines Sargdeckels erhalten.[12]
- An der Außenmauer ist eine Sonnenuhr angebracht.[13]
- Das Chorgestühl wurde im 14. Jahrhundert aus Eichenholz angefertigt und später neugotisch überformt.[14]
- Die Orgel ist ein Werk von Wolfgang Nußbücker aus dem Jahr 1988 mit 18 Registern auf zwei Manualen und Pedal.[15]

## Westturm und Glocken
Der wuchtige Turm an der Westseite steht über einem querrechteckigen Grundriss, er besitzt drei Stockwerke und ist mit einem von einem Wetterhahn bekrönten Walmdach gedeckt. Die Gesamthöhe beträgt 40 Meter. Im Turmraum sind Gedenktafeln für die Gefallenen mehrerer Kriege ausgestellt.
Der Glockenstuhl stammt aus dem Jahr 1736. Die Glocke aus der Bauzeit der Kirche wurde in der Werkstatt des Rickert de Monkehagen gegossen. Die sogenannte Kindtaufglocke wurde 1926 gegossen, sie hängt in einem Schallloch an der östlichen Seite. Zwei weitere Glocken von 2011 aus der Werkstatt Perner vervollständigen das Geläut, das in den Tönen es‘ – f‘ – g‘ – g‘‘ klingt.